# Jamaika
 Ikke at forveksle med Jamaica.
Jamaika eller Sharmarke Omar Ali er en dansk-somalisk rapper, der er opvokset i op i Finlandsparken i Vejle. Han fik sit gennembrud i 2016 med nummeret Blodskudt fra sin debut EP. Han udgav sit debutalbum Nordsiden i 2019. Han har tilbragt en stor del af sit liv i fængsel, Jamaikas musik skildrer livet som kamp mellem kriminalitet og musik.
I november 2019 blev Jamaika varetægtsfængslet, tiltalt for et knivoverfald i Esbjerg måneden før og efterfølgende vold og trusler, I april 2021 blev han idømt forvaring for overfaldet. I 2019 udgav han singlen Protokol, mens han var efterlyst for overfaldet.
Han optrådte på Roskilde Festival i 2016.
Jamaika har mange populære sange blandt andet anklage og interlude-findlandsparken 